# Cmentarz katolicki w Sopocie

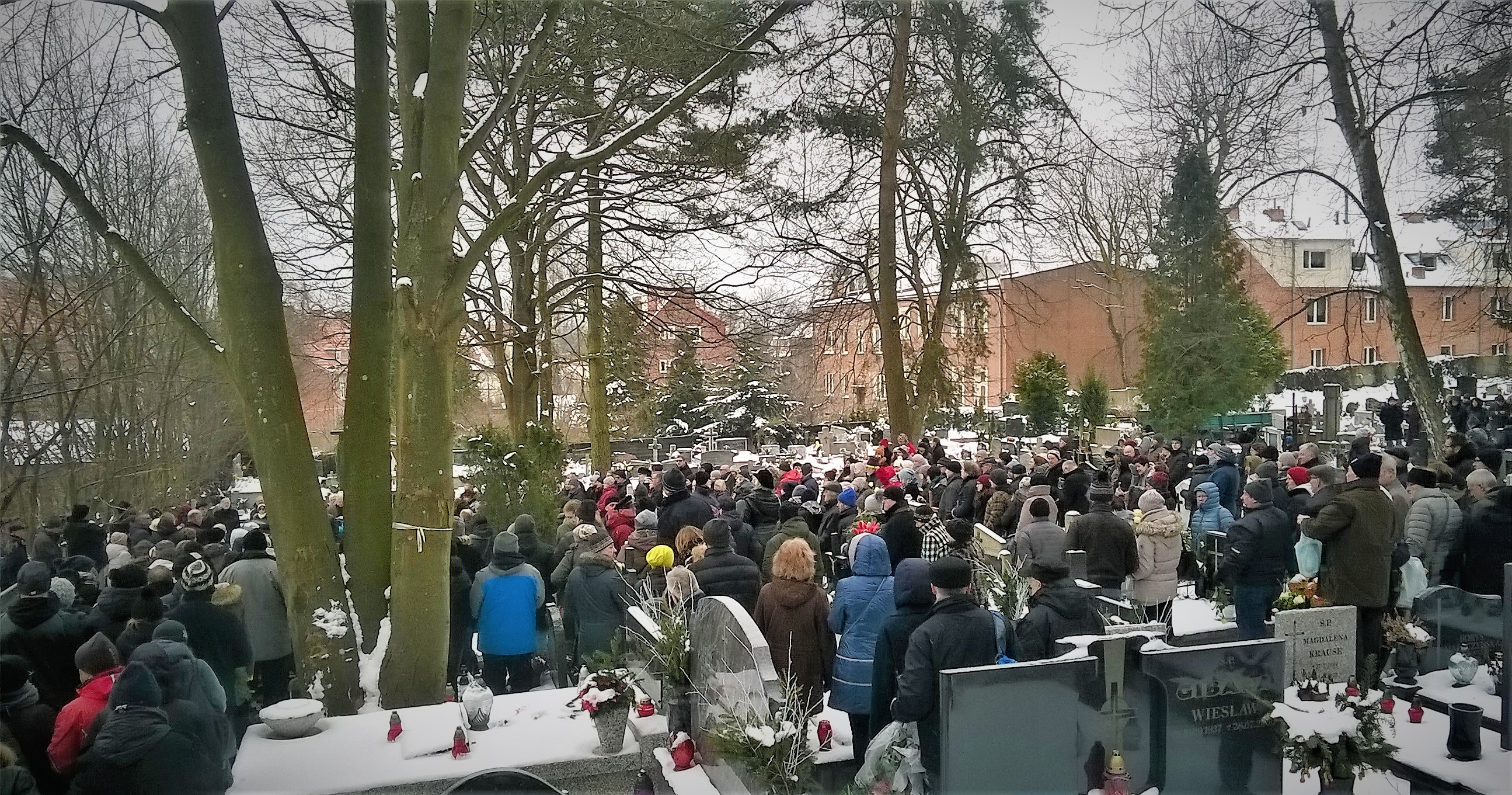
Pogrzeb na cmentarzu katolickim w Sopocie

Cmentarz katolicki w Sopocie – nekropolia przy ulicy Jacka Malczewskiego w Sopocie. Jest położony w pobliżu cmentarza komunalnego i cmentarza żydowskiego w tym mieście.

## Opis
Nekropolia powstała około 1880. Zajmuje powierzchnię 6 ha. Cmentarz przynależy do parafii „Gwiazda Morza” w Sopocie. Bramę i kaplicę cmentarną zaprojektował Paul Puchmüller, architekt miejski Sopotu.

## Pochowani na cmentarzu
- Alina Afanasjew (1930–2018) – artystka, scenograf teatralny i telewizyjny, autorka bajek, scenariuszy
- Jerzy Afanasjew (1932–1991) – pisarz, poeta, satyryk, reżyser filmowy, teatralny i telewizyjny
- Wiktor Bukraba (1879–1957) – działacz społeczny i polityczny, poseł na Sejm Litwy Środkowej[3]
- Janusz Christa (1934–2008) – autor komiksów, rysownik i scenarzysta, twórca komiksu „Kajko i Kokosz”
- Bronisław Colonna-Czosnowski (1873–1949) – architekt, inżynier budownictwa
- Eugeniusz Czuliński (1923–2000) – rzemieślnik, działacz polityczny, poseł na Sejm PRL VIII
- Jerzy Doerffer (1918–2006) – inżynier, animator polskiego okrętownictwa, profesor zwyczajny, rektor Politechniki Gdańskiej
- Rita Grochocińska (1940–2011) – pedagog, wykładowca uniwersytecki,
- Bolesław Piotr Kasprowicz (1895–1982) – ekonomista, teoretyk gospodarki morskiej
- Adam Kinaszewski (1944–2008) – reżyser, producent filmowy, dziennikarz
- Józef Kuszewski (1934–2011) – muzealnik
- Krystyna Łubieńska (1932–2023) – aktorka
- Henryk Michniewicz-Juchniewicz (1907–1956) – nauczyciel, prawnik, urzędnik samorządowy, ekonomista, pracownik naukowy
- Weronika Miłosz – matka Czesława Miłosza[2]
- Ryszard Ronczewski (1930–2020) – aktor, reżyser
- Ryszard Semka (1925–2016) – architekt, profesor sztuki, nauczyciel akademicki Państwowej Wyższej Szkoły Sztuk Plastycznych w Gdańsku
- Bolesław Srocki (1893–1954) – polski polityk, działacz społeczny, poseł na Sejm II kadencji w II Rzeczypospolitej
- Tadeusz Tarnawski (1926–2011) – żołnierz lwowskiego okręgu AK, inżynier, wykładowca akademicki
- Karol Taylor (1928–1997) – biochemik, rektor Uniwersytetu Gdańskiego
- Antoni Turek (1907–1996) – nauczyciel i działacz samorządowy, prezydent Sopotu w latach 1945–1946
- Michał Urbanek (1886–1982) – nauczyciel filolog, pedagog, harcmistrz, podczas II wojny światowej organizator tajnego nauczania
- Stanisław Wawrykiewicz (1953–2018) – pieśniarz, muzyk niezawodowy
- Aleksander Wiatrak (1914–1980) – konsul Holandii w Gdyni